# 虛擬工程
虛擬工程（Virtual engineering）定義為在计算机图形環境中整合几何模型以及相關的工程工具（如分析、仿真、最优化及决策工具），來促進多領域合作產品開發的作法。虛擬工程中共享了許多軟體工程的特點，例如透過不同的實現方式得到許多不同結果的能力。

## 概念
虛擬工程環境是以使用者為中心的第一人稱觀點，讓使用者可以和工程系統自然的互動，並且提供使用者許多可以使用的工具。這需要包括幾何、物理等真實世界的量化或質化資料的工程模型。使用者可以透過系統在此世界中行動，並且觀察其運作原理，並且觀察設計、運作或是其他修改對系統的影響。和虛擬環境的互動需要有很容易理解的介面，符合使用者的技術背景，讓使用者可以發現一些沒有想到，但是很關鍵的系統行為。而工程工具和軟體也要可以自然的和環境配合，讓使用者
專注在要處理的工程問題上。虛擬工程的主要目的之一就是讓人有進行複雜評估的能力。
虛擬工程有幾個重要的元素：
- 使用者中心的虛擬實境可視化技術。就算是複雜的三維資料，若是用熟悉且自然的介面來呈現，就會變得更容易理解及可用，增加使用者的理解。若配合適當的專家（例如設計工程師、工廠工程師或是建築經理），虛擬實境可以減少設計理想方案所需的時間。.
- 電腦輔助製造（CAM）互動式的分析以及工程。現今所有的模擬都需要許多的線下設定、計算以及迭代。每一次迭代的時間可以從幾小時到幾天不等。工程師需要有互動式協作工程的工具，可以建立動態的思考，在實時下探索在工程流程會有的what-if問題。幾乎在所有的情形中，現在的工程解答會比明天、下週或是下個月才出現的解答要有價值。雖然已經發展了許多優良的工程分析方法，但這些多半不是工程設計、運作、控制及維護的基本內容。設定、計算、理解結果，並且重複計算到有適當答案所需的時間太長，無法真正用在實務中。這包括了像計算流體力學（CFD）、有限元素分析（FEA）以及複雜系統的最佳化等。不過可以用這些工具對問題有一定程度的理解，讓答案優化，或是在進行不好的設計之後，明白出問題的逇方，以及下次要如何改善等。這在計算流體力學分析上特別實際。
- 電腦輔助工程（CAE）：將實際流程整合到虛擬環境中。工程不只是分析和設計而已。需要發展可以儲存及快速存取包括工程分析、實體資料、幾乎以及其他和運作有關工程數據的方法論。
- 工程決策支持工具：需要將最佳化、成本分析、排程、以及以知識為基礎的工具整合到工程流程中。

## 網頁連結
- Virtual Engineering Inc. （页面存档备份，存于）,
- Trianz （页面存档备份，存于）